# アルマンゾル
アルマンゾル（Almanzor, 2013年3月11日 - ）は、鹿毛の競走馬である。主な勝ち鞍は2016年ジョッケクルブ賞、2016年アイリッシュチャンピオンステークス、2016年チャンピオンステークスである。2016年のカルティエ賞最優秀3歳牡馬。

## 経歴

### 2歳時（2015年）
2015年にラ・テスト＝ド＝ビュック競馬場でデビューし勝利した。リステッドレースのボルドーグランクリテリウムまで3連勝し、4戦目のクリテリウム・アンテルナシオナル(G1)でG1初挑戦となったが、7着に敗れた。

### 3歳時（2016年）
3歳初戦のフォンテーヌブロー賞(G3)は3着に敗れるも、続くギシュ賞(G3)を勝利し、重賞初制覇となった。
次走にはジョッケクルブ賞(G1)が選ばれた。人気は同厩のメクタールやジョン・ゴスデン厩舎のファウンデーションに集まり、アルマンゾルは人気薄であったが、道中内で脚を溜めて直線抜け出すと、ザルカヴァの仔で人気のザラクを1馬身半差退けて勝利し、G1初勝利となった。
続くギヨームドルナノ賞(G2)で再びザラクを退けると、宣言通りアイリッシュチャンピオンステークス(G1)に出走した。同年のダービーステークス・アイリッシュダービーを勝った3歳牡馬ハーザンド、G1競走2勝2着8回の4歳牝馬ファウンド、G1競走6勝の3歳牝馬マインディングなど3歳馬・古馬共にメンバーが揃った中、直線一気で追い縋るファウンドを3/4馬身差退けて勝利した。凱旋門賞を距離を理由に回避すると、次走はチャンピオンステークス(G1)を選択。アルマンゾルが回避した凱旋門賞をファウンドが制しチャンピオンステークス(G1)に出走したが、アルマンゾルは再びファウンドを退け、G1競走3勝目となった。

### 4歳時（2017年）
自厩舎の馬ヘルペスウイルス1型の流行により発熱を引き起こし、長期の休養を余儀なくされたアルマンゾルはゴントービロン賞(G3)に出走したが、反応がなく5着に敗れた。この敗戦により、後日引退が決定した。

## 競走成績
| 出走日     | 競馬場               | 競走名                     | 格   | 距離    | 着順 | 騎手       | 着差      | 1着（2着）馬     |
| ---------- | -------------------- | -------------------------- | ---- | ------- | ---- | ---------- | --------- | ---------------- |
| 2015.07.28 | ラテストドビッシュ   | Prix Du Naissaim           |      | 芝1400m | 1着  | J.エイケム | 1+1⁄2馬身 | (Dream Dy)       |
| 2015.08.21 | クレールフォンテーヌ | Prix Tunisair              |      | 芝1600m | 1着  | C.スミヨン | 3馬身     | (Valley Kid)     |
| 2015.10.08 | ボルドールブスコー   | ボルドーグランクリテリウム | 準重 | 芝1600m | 1着  | J.エイケム | 3馬身     | (Camp Courage)   |
| 2015.11.01 | サンクルー           | クリテリウム国際           | G1   | 芝1600m | 7着  | C.スミヨン | 4+1⁄2馬身 | Johannes Vermeer |
| 2016.04.20 | シャンティイ         | フォンテーヌブロー賞       | G3   | 芝1600m | 3着  | J.エイケム | 3⁄4馬身   | Dicton           |
| 2016.05.10 | シャンティイ         | ギシュ賞                   | G3   | 芝1800m | 1着  | C.スミヨン | 2馬身     | (Floodlight)     |
| 2016.06.05 | シャンティイ         | 仏ダービー                 | G1   | 芝2100m | 1着  | J.エイケム | 1+1⁄2馬身 | (Zarak)          |
| 2016.08.15 | ドーヴィル           | ギョームドルナーノ賞       | G2   | 芝2000m | 1着  | J.エイケム | 1馬身     | (Zarak)          |
| 2016.09.10 | レパーズタウン       | 愛チャンピオンS            | G1   | 芝10f   | 1着  | C.スミヨン | 3⁄4馬身   | (ファウンド)     |
| 2016.10.15 | アスコット           | 英チャンピオンS            | G1   | 芝10f   | 1着  | C.スミヨン | 2馬身     | (ファウンド)     |
| 2017.08.15 | ドーヴィル           | ゴントービロン賞           | G3   | 芝2000m | 5着  | C.スミヨン | 3+1⁄2馬身 | First Sitting    |

- S はステークスの略。

## 種牡馬時代
引退後はフランスのエトレアム牧場で種牡馬入り。初年度の種付け料は3万5000ユーロ。シャトル種牡馬としてニュージーランドのケンブリッジスタッドでも供用される。

### 主な産駒
- Manzoice / マンゾイス - ヴィクトリアダービー
- Circle Of Fire / サークルオブファイア - シドニーカップ、チェアマンズクオリティ（豪G2）
- Gezora / ゲゾラ - ディアヌ賞、レゼルヴォワール賞（仏G3）、サンタラリ賞（仏G2）
- Molveno / モルヴェーノ - デルビーイタリアーノ（伊G2）

## 血統表
| アルマンゾルの血統           | アルマンゾルの血統          | アルマンゾルの血統 | （血統表の出典） | （血統表の出典） |
| 父 Wootton Bassett 2008 鹿毛 | 父の父Iffraaj 2001 鹿毛     | Zafonic            | Gone West        | Gone West        |
| 父 Wootton Bassett 2008 鹿毛 | 父の父Iffraaj 2001 鹿毛     | Zafonic            | Zaizafon         |                  |
| 父 Wootton Bassett 2008 鹿毛 | 父の父Iffraaj 2001 鹿毛     | Pastorale          | Nureyev          | Nureyev          |
| 父 Wootton Bassett 2008 鹿毛 | 父の父Iffraaj 2001 鹿毛     | Pastorale          | Park Appeal      |                  |
| 父 Wootton Bassett 2008 鹿毛 | 父の母Balladonia 1996 鹿毛  | Primo Dominie      | Dominion         | Dominion         |
| 父 Wootton Bassett 2008 鹿毛 | 父の母Balladonia 1996 鹿毛  | Primo Dominie      | Swan Ann         |                  |
| 父 Wootton Bassett 2008 鹿毛 | 父の母Balladonia 1996 鹿毛  | Susquehanna Days   | Chief's Crown    | Chief's Crown    |
| 父 Wootton Bassett 2008 鹿毛 | 父の母Balladonia 1996 鹿毛  | Susquehanna Days   | Gliding By       |                  |
| 母 Darkova 2008 栗毛         | 母の父Maria's Mon 1993 芦毛 | Wavering Monarch   | Majestic Light   | Majestic Light   |
| 母 Darkova 2008 栗毛         | 母の父Maria's Mon 1993 芦毛 | Wavering Monarch   | Uncommitted      |                  |
| 母 Darkova 2008 栗毛         | 母の父Maria's Mon 1993 芦毛 | Caralotta Maria    | Caro             | Caro             |
| 母 Darkova 2008 栗毛         | 母の父Maria's Mon 1993 芦毛 | Caralotta Maria    | Water Malone     |                  |
| 母 Darkova 2008 栗毛         | 母の母Darkara 2001 鹿毛     | Halling            | Diesis           | Diesis           |
| 母 Darkova 2008 栗毛         | 母の母Darkara 2001 鹿毛     | Halling            | Dance Machine    |                  |
| 母 Darkova 2008 栗毛         | 母の母Darkara 2001 鹿毛     | Daralbayda         | Doyoun           | Doyoun           |
| 母 Darkova 2008 栗毛         | 母の母Darkara 2001 鹿毛     | Daralbayda         | Daralinha        |                  |
| 母系(F-No.)                  | 1号族(FN:1-e)               | 1号族(FN:1-e)      | 1号族(FN:1-e)    | [ § 2 ]          |
| 5代内の近親交配              | アウトブリード              | アウトブリード     | アウトブリード   | [ § 3 ]          |
| 出典                         | 1. 2. 3.                    | 1. 2. 3.           | 1. 2. 3.         | 1. 2. 3.         |

- 父・Wootton Bassettの初年度産駒である。